# Al-Salmiya Sporting Club
Maillots
Actualités
Le Al Salmiya Sporting Club (en arabe : نادي السالمية الرياضي), plus couramment abrégé en Al Salmiya, est un club koweïtien de football fondé en 1964 et basé dans la ville de Salmiya.

## Palmarès
| Compétitions nationales | Compétitions internationales                               |
| --- | ---------------------------------------------------------- |
| - Championnat du Koweït (4) : - Champion : 1981, 1994-95, 1997-98 et 2000. - Vice-Champion : 1983-84, 1992-93, 1995-96, 2001, 2004 et 2015-16. - Coupe du Koweït (2) : - Vainqueur : 1993 et 2001. - Finaliste : 1966, 1973, 1978, 2003, 2007, 2008, 2015 et 2024. - Coupe Crown Prince du Koweït (2) : - Vainqueur : 2001 et 2016. | - Coupe du Golfe des clubs champions : - Finaliste : 1999. |

## Personnalités du club

### Présidents
| - Abdulaziz Mohammed Al Rashid (1964 - 1965) - Jasem Mohammed Al Wogayan (1966) - Abdulaziz Mohammed Al Rashid (1967 - 1972) - Ali Subah Al Salem Al Subah (1973 - 1975) - Mohammed Yousef Al Subah (1975 - 1981) |  | - Salem Fahad Al Salem Al Subah (1981 - 1982) - Khaled Yousef Al Subah (1982 - 2008) - Abdullah Al Teriji (2008 - 2011) - Cheikh Turki Yousef Al Sabah (2012 - ) |

### Entraineurs
Entraineurs 
| - Gildo Rodrigues (1991 - 1994) - David Roberts (1995 - 1996) - Saleh Al Asfour (1996) - Alexandru Moldovan (1998) - William Thomas (1999 - 2000) - Ivan Buljan (2000 - 2001) - Adel Abdul Nabi (2001) - Alfred Riedl (2001 - 2003) |  | - Uli Maslo (2005) - Saleh Al Asfour (2005 - 2006) - Sándor Egervári (2006 - 2007) - Neca (2007 - 2008) - Mohammed Ibrahem (2008) - Mihai Stoichiță (2008 - juin 2009) - Saleh Zakaria (juin 2009 - octobre 2009) - Tamas Krivitz (octobre 2009 - mars 2010) |  | - Saleh Zakaria (mars 2010 - mai 2010) - Zijad Švrakić (mai 2010 - février 2011) - Muhammad Karam (février 2011 - décembre 2011) - Sanjin Alagić (décembre 2011 - juillet 2013) - Mihai Stoichiță (juillet 2013 - février 2014) - Mohammed Dehelis (février 2014 - février 2017) - Abdel Aziz Hamada (février 2017 - juin 2018) - Miloud Hamdi (juin 2018 - ) |

## Galerie

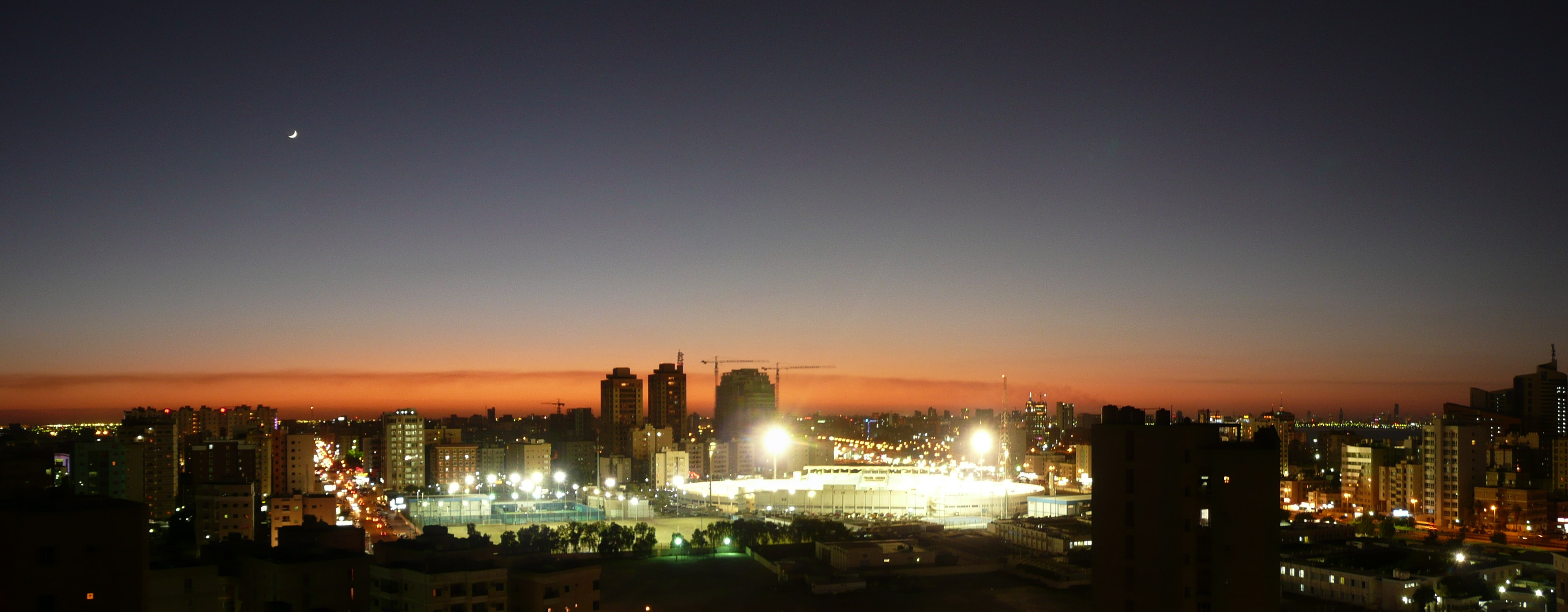
Stade vu de nuit